# Encore
Encore je peti studijski album ameriškega raperja Eminema. Sprva je bil načrtovan datum izdaje 16. novembra 2004, ampak so ga premaknili na 12. november 2004 (točno osem let po izdaji Eminemovega debitantskega albuma Infinite), ko se je izkazalo, da je album neavtorizirano dostopen prek interneta. Encore je bil prodan v 710.000 kopijah v prvih treh dneh po izidu. Do konca novembra, v prvih dveh tednih po izidu, so v Združenih državah Amerike prodali že 1.582.000 kopij. Album je bil do sredine decembra štirikrat platinast. Do 25. junija 2010 je bil album prodan v 5.2 milijonih kopijah v ZDA, devet mesecev po izdaji pa je bil prodan v 11 milijonih kopijah po celem svetu. Kritiki so album sprejeli kar pozitivno, vendar pa kritikom in oboževalcem niso bila všeč besedila, ki so bila precej enostavnejša kot na Eminemovih prejšnjih albumih. Album je bil nominiran za tri grammyje na 48. podelitvi grammyjev, a ni prejel nobenega. Najpomembnejša je bila nominacija za najboljši rap album, ki pa je ni prejel zaradi Late Registration Kanya Westa. Album je postal prvi, ki je bil prodan v več kot 10.000 digitalnih izvodih v prvem tednu.

## Vsebina in cenzura

### Teme
Album se dotika različnih tem, vključno z razmerjem z Eminenovo bivšo ženo Kim, (Puke, Love You More in Crazy In Love) ter njegovo hčerko Hailie Jade Mathers (Mockingbird), in vsebuje nekaj anti-Bushevskih izjav (Mosh in We As Americans). Prav tako omeni njegovo otroštvo (Yellow Brick Road) in razmerje z njegovimi starši (Evil Deeds). Just Lose It je parodija pesmi Beat It Michaela Jacksona kot tudi reklame za Pepsi iz leta 1984. Podobno kot pri Eminemovem prejšnjem albumu The Eminem Show se Encore odpre s skečem Curtains Up, ki prikazuje začetek oddaje.
Eminem je večkrat izjavil (vkjučno z njegovim albumom, Recovery (2010)), da se strinja s kritiki, ki album niso prav vzljubili, in da je album slab v primerjavi s prejšnjimi albumi, ker je v času produkcije Encora postal odvisen od zdravil na recept. V pesmi Talking 2 Myself, iz Recoverya, je Eminem izjavil V Encoru sem bil na drogah, v Relapsu sem se pa jih odpravljal. S tem je hotel reči, da je v času Encora uporabljal droge, v naslednjem albumu, Relapsu (2009), pa se jih je še komaj znebil, in je zato tudi ta album bil slab.

### Produkcija
Večino pesmi v albumu je Eminem produciral skupaj z Luisom Restom in Mikom Elizondom. Tudi Dr. Dre je kot v mnogih Eminemovih albumih, produciral mnogo pesmi v albumu. Sam je produciral Evil Deeds, Rain Man in Big Weenie, skupaj z Elizondom, Never Enough, Just Lose It in Ass Like That, skupaj z Markom Bastom, le Encore/Curtains Down, in skupaj z Eminemom in Restom, le Love You More.

### Gostujoči raperji
V albumu je nekaj gostujočih raperjev, to so: 50 Cent (Never Enough, Spend Some Time in Encore/Curtains Down), Nate Dogg (Never Enough), Obie Trice (Spend Some Time), Stat Quo (Spend Some Time), skupina D12 (One Shot 2 Shot), in Dr. Dre (Encore/Curtains Down).

### Cenzura
Hkrati z originalom je bila izdana cenzurirana verzija, v kateri so bile preurejene neprimerne, nasilne, spolne vsebine in omenjanje drog. V čisti verziji albumske knjižice so bila napisana besedila odstranjena. V pesmih Puke, My 1st Single in Just Lose It so bila besedila spremenjena, da so se izognili dolgi cenzuri. Neprimerne vsebine v drugih pesmih so kar izključene, npr. Ass Like That se sliši kot A** Like That. V pesmi Encore/Curtains Down so izbrisali končni del pesmi, ki vsebuje streljanje. Prav tako je v pesmi One Shot 2 Shot v čisti verziji uvod popolnoma izbrisan in se začne s prvim refrenom.

## Naslovnica
Eminem je večkrat izjavil, da je Encore mogoče njegov zadnji studijski album, in da se bo mogoče upokojil, zato naslovnica prikazuje, kako se še zadnjič poklanja svojim oboževalcem. Kljub izjavam, se je Eminem vrnil na sceno leta 2009, z albumom Relapse.

## Seznam pesmi
| Št. | Naslov                                                       | Producenti           | Dolžina |
| --- | ------------------------------------------------------------ | -------------------- | ------- |
| 1.  | „Curtains Up‟ (skit)                                         |                      | 0:47    |
| 2.  | „Evil Deeds‟                                                 | Dr. Dre              | 4:20    |
| 3.  | „Never Enough‟ (featuring 50 Cent & Nate Dogg)               | Dr. Dre, M. Elizondo | 2:39    |
| 4.  | „Yellow Brick Road‟                                          | Eminem, L. Resto     | 5:46    |
| 5.  | „Like Toy Soldiers‟                                          | Eminem, L. Resto     | 4:57    |
| 6.  | „Mosh‟                                                       | Dr. Dre, M. Batson   | 5:18    |
| 7.  | „Puke‟                                                       | Eminem, L. Resto     | 4:08    |
| 8.  | „My 1st Single‟                                              | Eminem, L. Resto     | 5:03    |
| 9.  | „Paul‟ (skit)                                                |                      | 0:32    |
| 10. | „Rain Man‟                                                   | Dr. Dre              | 5:14    |
| 11. | „Big Weenie‟                                                 | Dr. Dre              | 4:27    |
| 12. | „Em Calls Paul‟ (skit)                                       |                      | 1:12    |
| 13. | „Just Lose It‟                                               | Dr. Dre, M. Elizondo | 4:09    |
| 14. | „Ass Like That‟                                              | Dr. Dre, M. Elizondo | 4:26    |
| 15. | „Spend Some Time‟ (featuring Obie Trice, Stat Quo & 50 Cent) | Eminem, L. Resto     | 5:11    |
| 16. | „Mockingbird‟                                                | Eminem, L. Resto     | 4:11    |
| 17. | „Crazy in Love‟                                              | Eminem, L. Resto     | 4:02    |
| 18. | „One Shot 2 Shot‟ (featuring D12)                            | Eminem, L. Resto     | 4:27    |
| 19. | „Final Thought‟ (skit)                                       |                      | 0:30    |
| 20. | „Encore/Curtains Down‟ (featuring Dr. Dre & 50 Cent)         | Dr. Dre, M. Batson   | 5:48    |

| Bonus CD | Bonus CD          | Bonus CD                  | Bonus CD |
| Št.      | Naslov            | Producenti                | Dolžina  |
| -------- | ----------------- | ------------------------- | -------- |
| 1.       | „We As Americans‟ | Eminem, L. Resto          | 4:36     |
| 2.       | „Love You More‟   | Dr. Dre, Eminem, L. Resto | 4:44     |
| 3.       | „Ricky Ticky Toc‟ | Eminem, L. Resto          | 2:49     |

## Odziv kritikov
Ob izidu je Encore dobil pozitivne odzive večine glasbenih kritikov. Na Metacriticu, ki dodeljuje normalizirano oceno recenzij »mainstream« kritikov, je album dobil povprečno oceno 64 od 100, ki temelji na 26 recenzijah, kar kaže na splošno ugodne ocene.
Album so kljub njegovemu tržnemu uspehu kritizirali zaradi njegovega tona in besedil, ki so v primerjavi s prejšnjimi Eminemovimi albumi precej enostavna. V nasprotju s prejšnjimi albumi ta album ni bil zelo oglaševan. Vendar pa je album zbudil nekaj kontorverznih odzivov zaradi anti-Bushevskih besedil in teh, ki so ciljala na Michaela Jacksona. Slednji je bil razburjen zaradi svoje upodobitve v videu za Just Lose It. 8. decembra 2003 je tajna služba ZDA priznala, da je nameravala obsoditi Eminema, ker je mislila, da je v pesmi pesmi "We as Americans" grozil ameriškemu predsedniku Georgeu Bushu. V omenjeni pesmi je Eminem izjavil: Jebeš denar, ne repam za mrtve predsednike. Raje bi videl predsednika mrtvega. Incident je bil kasneje uprizorjen v videu za njegovo pesem Mosh. Pesem se je kasneje pojavila na albumovem bonus-disku, z veliko cenzuriranega besedila.

### Priznanja
Album je bil na 48. letni podelitvi nagrad grammy nominiran za tri grammyje. Te so bile: najboljši rap album, najboljši rap nastop dueta ali skupine za pesem Encore in najboljši rap solo nastop za pesem Mockingbird. Ta album je v celoti ostal brez grammyjev. Tako je postal Eminemov edini "veliki" studijski album, ki ni dobil nagrade za najboljši rap album.

## Osebje
- Mike Elizondo – Glasbila s tipkami v skladbah 2, 3, 6, 10, 11, 13, 14 in 20; kitara na skladbah 6, 11, 13 in 20; sitar v skladbi 14
- Steve King – Kitara v skladbah 4, 5, 7, 15, 17 in 18; bas  na skladbah 4, 5, 7 in 17; mandolina v skladbi 4; glasbila s tipkami v skladbi 11
- Luis Resto – Glasbila s tipkami v skladbah 2, 4, 5, 7, 8, 15, 16, 17, 18 in 20
- Mark Batson – Glasbila s tipkami v skladbah 2, 6, 10, 11, 13 and 20; bas v skladbi 14
- Che Vicious – programer v skladbi 20

## Singli in pozicije na lestvicah
| Leto | Pesem                  | Pozicije na lestvicah    | Pozicije na lestvicah | Pozicije na lestvicah | Pozicije na lestvicah   | Pozicije na lestvicah | Pozicije na lestvicah |
| Leto | Pesem                  | ZDA Billboard Vročih 100 | ZDA Vroči Rap Singli  | ZDA Ritmičnih Top 40  | ZDA Top 40 "Mainstream" | ZDA Top 40 Skladb     | ZK Top 40             |
| 2004 | "Just Lose It"         | 6                        | 7                     | 3                     | 5                       | 4                     | 1                     |
| 2004 | "Encore/Curtains Down" | 25                       | 20                    | 15                    | 19                      | 13                    | —                     |
| 2005 | "Like Toy Soldiers"    | 34                       | —                     | 33                    | 24                      | 35                    | 1                     |
| 2005 | "Mockingbird"          | 11                       | 10                    | 6                     | 6                       | 10                    | 4                     |
| 2005 | "Ass Like That"        | 60                       | —                     | 29                    | —                       | —                     | 4                     |

| Lestvica (2004–2005)            | Najvišja pozicija |
| ------------------------------- | ----------------- |
| Avstralija                      | 1                 |
| Avstrija                        | 2                 |
| Belgija (Flamska)               | 2                 |
| Belgija (Valonija)              | 8                 |
| Kanada                          | 1                 |
| Češka                           | 1                 |
| Danska                          | 2                 |
| Finska                          | 4                 |
| Francija                        | 1                 |
| Nemčija                         | 1                 |
| Madžarska                       | 24                |
| Irska                           | 1                 |
| Italija                         | 6                 |
| Nizozemska (Mega Album Top 100) | 2                 |
| Nova Zelandija                  | 1                 |
| Norveška                        | 2                 |
| Poljska                         | 9                 |
| Španija                         | 30                |
| Švedska                         | 2                 |
| Švica                           | 1                 |
| Združeno kraljestvo             | 1                 |
| ZDA (Billboard 200)             | 1                 |

| Država                  | Certifikacija |
| ----------------------- | ------------- |
| Argentina               | zlata         |
| Avstralija              | 6× platinasta |
| Avstrija                | platinasta    |
| Belgija                 | zlata         |
| Danska                  | platinasta    |
| Evropa                  | 2× platinasta |
| Finska                  | zlata         |
| Francija                | 2× zlata      |
| Nemčija                 | zlata         |
| Grčija                  | zlata         |
| Hong Kong               | zlata         |
| Irska                   | 5× platinasta |
| Japonska                | platinasta    |
| Mehika                  | zlata         |
| Nova Zelandija          | 5× platinasta |
| Norveška                | platinasta    |
| Rusija                  | platinasta    |
| Španija                 | zlata         |
| Švedska                 | zlata         |
| Švica                   | Platinast     |
| Združeno kraljestvo     | 3× platinasta |
| Združene države Amerike | 4× platinasta |

| Predhodnik: Now 17, več izvajalcev Loyal to the Game, 2Pac | Billboard 200 - album št. 1 27. november 2004 – 4. december 2004 8. januar 2005 – 15. januar 2005 | Naslednik: How to Dismantle an Atomic Bomb, U2 American Idiot, Green Day |
| Predhodnik: Il Divo, Il Divo                               | ZK - album št. 1 20. november 2004                                                                | Naslednik: How to Dismantle an Atomic Bomb, U2                           |
| Predhodnik: Mistaken Identity, Delta Goodrem               | Avstralska ARIA lestvica albumov - album št. 1 22. november 2004                                  | Naslednik: How to Dismantle an Atomic Bomb, U2                           |